# Bourthes Churchyard
Bourthes Churchyard is een begraafplaats gelegen in de Franse plaats Bourthes (Pas-de-Calais). De militaire graven worden onderhouden door de Commonwealth War Graves Commission.
De begraafplaats telt 6 geïdentificeerde Gemenebest graven, waarvan een uit de Eerste Wereldoorlog en 5 uit de Tweede Wereldoorlog.